# Pteris sexalata
Pteris sexalata là một loài dương xỉ trong họ Pteridaceae. Loài này được Desv. mô tả khoa học đầu tiên năm 1827.
Danh pháp khoa học của loài này chưa được làm sáng tỏ. 